# Job Adriaenszoon Berckheyde
Job Adriaenszoon Berckheyde (ur. 27 stycznia 1630, zm. 23 listopada 1693) – holenderski malarz, działający w Haarlemie, Amsterdamie oraz Hadze.

## Życiorys
Job Berckheyde urodził się w Haarlemie 27 stycznia 1630 roku. Był starszym bratem Gerrita, którego w późniejszym okresie uczył malowania. 2 listopada 1644 został uczniem Jacoba Willemszoona de Weta, a wpływ mistrza był widoczny w jego pierwszych dziełach. W latach 1656–1660 bracia Berckheyde udali się w podróż wzdłuż Renu do Niemiec, zatrzymując się kolejno w Kolonii, Bonn, Mannheim i kończąc w Heidelbergu. Bracia pracowali dla Karola Ludwika Wittelsbacha, elektora Palatynatu Reńskiego (Job tworzył dla niego portrety oraz sceny polowania, za co otrzymał w nagrodę złoty łańcuch). Pomimo luksusów, nie odpowiadał im styl życia dworskiego, więc powrócili do Haarlemu. W latach 1682–1688 przebywał w Amsterdamie, gdzie pomiędzy 1685 a 1688 był członkiem gildii św. Łukasza. Zmarł w 1693 roku i został pochowany w rodzinnym mieście.
Podobnie jak jego brat zajmował się malowaniem pejzaży, jednak najwięcej uwagi poświęcił utrwalaniu scen rodzajowych oraz wnętrz.